# Адольф Дабс
Адольф Дабс (англ. Adolph «Spike» Dubs, 4 серпня 1920 — 14 лютого, 1979) — американський дипломат, посол США в Афганістані в (1978—1979). Загинув у Кабулі після викрадення терористами-маоїстами.

## Біографія
Народився 4 серпня 1920 року в Чикаго, США. У 1942 році закінчив Beloit College, здобувши ступінь бакалавра з політології.
Під час Другої світової війни служив в ВМС США. Згодом закінчив аспірантуру в Університеті Джорджтауна і вивчав дипломатичну службу в Гарвардському університеті і Університеті Вашингтона в Сент-Луїсі. З 1949 року перебував на службі в Державному департаменті США. У 1949—1952 рр. — працює в дипломатичних установах США в Франкфурт-на-Майні, у 1952—1954 рр. в місті Монровії, Ліберія, з 1954 року в Оттаві, Канада. Згодом працював у Югославії, Вашингтоні та в СРСР.
У 1972 році отримав вищу нагороду коледжу, який закінчував — Beloit College, потрапивши в список його видатних випускників, неодноразово відзначався і департаментом за відмінну роботу. Вільно володів німецькою і російською мовою. Вважався експертом з СРСР. У 1973—1974 роках служив у посольстві США в Москві на посаді повіреного в справах.
З 1975 по 1976 рр. — заступник помічника державного секретаря з питань Близького Сходу та Південної Азії.
27 червня 1978 року призначений послом США в Афганістані. 12 липня 1978 року йому була вручена вірча грамота.

## Посол в Афганістані
Адольф Дабс став послом в Афганістані в дуже напружений період. В офіційних переговорах представляв і послідовно відстоював позицію Сполучених Штатів Америки щодо Афганістану, яка базувалася на принципі невтручання у внутрішні справи країни. Тим часом вважалося, що основним завданням Дабса було не дати Афганістану повністю потрапити під вплив СРСР. Підтримуючи контакти з Нур Мухаммед Таракі, за недовгий час своєї роботи він провів більш як десять особистих зустрічей з Аміном, налагодивши з ним дуже теплі стосунки, переконуючи останнього в тому, що і на Заході можна знайти партнерів для майбутнього країни.

## Викрадення і вбивство
14 лютого 1979 року Адольф Дабс вирушив зі своєї резиденції в посольство. По дорозі машину посла зупинив поліціянт. Попри дипломатичний імунітет, Дабс сказав водієві зупинитися. Поліціянт попросив оглянути автомобіль, після чого різко відкрив задні двері і сів поруч із послом, тримаючи в руці револьвер. Через декілька секунд у машині опинилися ще три людини. Водієві було наказано вирушати в готель «Кабул».
Терористи (члени групи «Національний гніт» маоїстського спрямування) пізніше зажадали звільнити з в'язниць членів їхньої групи. Умови, висунуті терористами, не були прийняті. Під тиском Аміна було ухвалено рішення про штурм. В ході операції з його звільненню американський посол загинув.
Василь Мітрохін у своїй книзі «КДБ в Афганістані» зазначає, що штурмом фактично керували співробітники КДБ. З його слів, афганські штурмовики прошили кулями номер, де сховалися викрадачі з послом. Дабс був смертельно поранений і помер. На його тілі точно було не менше двох кульових поранень. Убили двоє терористів, одного схопили, а четвертий втік. На чотирьох терористів доводилося тільки три пістолети.
Обставини загибелі Адольфа Дабса досі викликають масу запитань. Відразу після вбивства говорилося про дві версії — або нікому не відомі терористи (ісламські фанатики) мали бажання прославитися, або це була навмисна акція, спрямована на погіршення взаємин уряду Афганістану і США, метою якої було змусити США підтримувати опір або навіть просто дати США привід підтримувати опозицію. Посада посла США в Афганістані залишалася вакантною до 2002 року.